# Barbara Dluhosch
Barbara Dluhosch ist eine deutsche Wirtschaftswissenschaftlerin.

## Leben
Nach dem Studium der Volkswirtschaftslehre mit Schwerpunkt Bankwesen an der Universität zu Köln vertrat sie einen Lehrstuhl an der Universität München und hatte Gastpositionen an der Stanford University und an der Forschungsabteilung der Bank von Spanien inne. Sie lehrt als Professorin für Volkswirtschaftslehre (C4) an der Helmut-Schmidt-Universität, bevor sie an die Fakultät für Wirtschaftswissenschaften der HSU wechselte, 
Ihre Forschungsschwerpunkte liegen in den Bereichen internationale Ökonomie (internationaler Handel und internationale Finanzen, IKT und Globalisierung der Produktion) und internationale Beziehungen, einschließlich internationaler politischer Ökonomie, Modi globaler und Multi-Level-Governance (einschließlich evolutionärer Ansätze und Selbstverwaltung), fiskalpolitische Fragen in offenen Volkswirtschaften, fortgeschrittenen Volkswirtschaften und aufstrebenden Märkten sowie wirtschaftspolitische Analysen im Allgemeinen.

## Schriften (Auswahl)
- mit Andreas Freytag und Malte Krüger: Leistungsbilanzsalden und internationale Wettbewerbsfähigkeit. Köln 1992, ISBN 3-921471-77-X.
- Strategische Fiskalpolitik in offenen Volkswirtschaften. Köln 1993, ISBN 3-921471-79-6.
- mit Andreas Freytag und Malte Krüger: International competitiveness and the balance of payments. Do current account deficits and surpluses matter?. Cheltenham 1996, ISBN 1-85898-210-3.
- On the fate of newcomers in the European Union. Lessons from the Spanish experience. Madrid 1996, ISBN 84-7793-453-3.